# نیروهای مسلح مغولستان
نیروهای مسلح مغولستان (مغولی: Монгол улсын зэвсэгт хүчин) مجموعه نیروهای نظامی مغولستان است، که از نیروی زمینی مغولستان و نیروی هوایی مغولستان تشکیل می‌شود.